# VakıfBank
VakıfBank est une banque turque. Elle dispose d'un statut public.